# Astyanax obscurus
Astyanax obscurus är en fiskart som först beskrevs av Hensel, 1870.  Astyanax obscurus ingår i släktet Astyanax och familjen Characidae. Inga underarter finns listade.